# Саука, Луча
Луча Саука (рум. Lucia Sauca; 30 сентября 1960, Coroiești, Васлуй — декабрь 2013), в замужестве Тоадер (рум. Toader) — румынская гребчиха, выступавшая за сборную Румынии по академической гребле в 1980-х годах. Серебряная призёрка летних Олимпийских игр в Лос-Анджелесе, двукратная чемпионка мира, победительница и призёрка многих регат национального значения, десятикратная чемпионка Румынии. Заслуженный мастер спорта Румынии.

## Биография
Луча Саука родилась 30 сентября 1960 года в коммуне Короиешти, жудец Васлуй, Румыния. Занималась академической греблей в Бухаресте в столичных гребных клубах «Металул» (до 1984 года, тренер Стелиан Петров) «Стяуа» (с 1985 по 1987 год, тренер Николае Джога).
Дебютировала на взрослом международном уровне в сезоне 1983 года, когда вошла в основной состав румынской национальной сборной и выступила на чемпионате мира в Дуйсбурге, где в зачёте распашных рулевых восьмёрок заняла итоговое пятое место.
Благодаря череде удачных выступлений удостоилась права защищать честь страны на летних Олимпийских играх 1984 года в Лос-Анджелесе (будучи страной социалистического лагеря, формально Румыния бойкотировала эти соревнования по политическим причинам, однако румынским спортсменам всё же разрешили выступить на Играх частным порядком). Здесь Саука стартовала в составе распашного экипажа, куда также вошли гребчихи Марьоара Трашкэ, Дойна Шнеп-Бэлан, Анета Михай, Аурора Плешка, Камелия Дьяконеску, Михаэла Армэшеску, Адриана Базон и рулевая Вьорика Йожа — в финале восьмёрок пришла к финишу второй позади экипажа из Соединённых Штатов и тем самым завоевала серебряную олимпийскую медаль.
После лос-анджелесской Олимпиады Луча Саука осталась в гребной команде Румынии на ещё один олимпийский цикл и продолжила принимать участие в крупнейших международных регатах. Так, в 1985 году она отправилась представлять страну на мировом первенстве в Хазевинкеле, где выиграла бронзовую медаль в восьмёрках.
В 1986 году на чемпионате мира в Ноттингеме одержала победу в распашных рулевых четвёрках, показав лучший результат в истории (6:43,86), непобитый и по сей день. При этом вышла замуж и начиная с этого времени выступала на соревнованиях под фамилией мужа Тоадер.
На мировом первенстве 1987 года в Копенгагене заняла первое место в восьмёрках, став таким образом двукратной чемпионкой мира по академической гребле. Вскоре по окончании этих соревнований приняла решение завершить спортивную карьеру.
Умерла 8 декабря 2013 года в городе Питешти в возрасте 53 лет.